# Nalassus convexus
Nalassus convexus – gatunek chrząszcza z rodziny czarnuchowatych i podrodziny Tenebrioninae. Zamieszkuje Europę.

## Taksonomia
Gatunek ten opisany został po raz pierwszy w 1837 roku przez Antonia Comolliego pod nazwą Helops convexus.

## Morfologia
Chrząszcz o krótko-owalnym, mocno sklepionym ciele długości od 9 do 11 mm. Ubarwienie ma czerwonawobrązowe do brązowoczarnego z żółtymi do brunatnożółtych końcowymi członami głaszczków szczękowych, rudymi odnóżami i rozjaśnionymi czułkami, czasem z pokrywami w całości lub tylko w częściach przyszwowych jaśniejszymi od przedplecza.
Głowa jest gęsto i regularnie punktowana oraz drobno mikroziarenkowana. Duże, poprzeczne oczy są na przedzie lekko wykrojone. Człony w środkowym odcinku czułków są wyraźnie węższe niż trzy ostatnie. Owłosienie na czułkach jest wyłącznie przylegające.
Przedplecze jest bardzo szerokie, o bokach grubo, wałkowato obrzeżonych, w części tylnej równoległych, w części przedniej silnie zbieżnych, a krawędzi tylnej niemal tak szerokiej jak nasada pokryw, obrzeżonej grubą listewką i czasem po bokach płytko wyciętej. Punktowanie przedplecza na środku jest rzadsze niż na głowie i na bokach, przy bocznej listewce silnie zagęszczone i nieco powiększone. Na powierzchni przedplecza zwykle występują dwa płytkie wciski przy tylnym brzegu, a czasem też podłużna wgłębiona linia środkowa. Tarczka jest krótka i szeroka. Pokrywy są zaokrąglone, najszersze mniej więcej pośrodku, o bocznych brzegach szeroko rozpłaszczonych i u barków wyciągniętych w duże i niemal proste kąty barkowe. Rzędy przy szwie zwykle zarysowane są słabiej niż na bokach. Międzyrzędy są zwykle płaskie, czasem u wierzchołka pokryw nieco sklepione, punktowane płytko, choć wyraźnie, czasem w tyle punktowane głębiej. U obu płci wszystkie stopy są walcowate; brak wyraźnie rozszerzonych członów w stopach przedniej i środkowej pary samca.

## Ekologia i występowanie

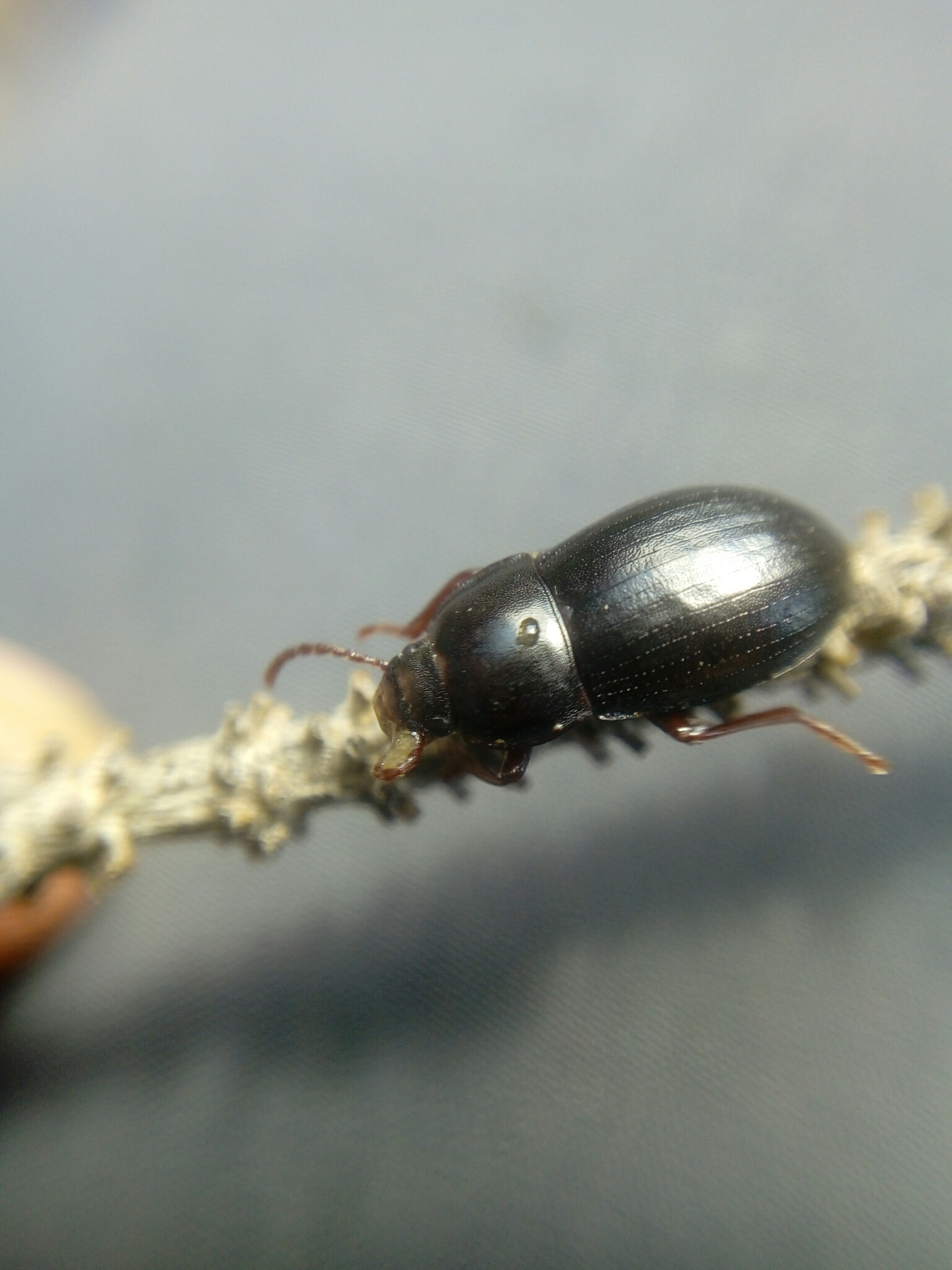
Imago na gałązce

Owad górski, sięgający po strefę alpejską. Bytuje pod odstającą korą drzew, w ściółce i pod kamieniami. Nocami żeruje na porostach.
Gatunek palearktyczny, europejski, znany z Niemiec (tylko z Bawarii), Szwajcarii, Liechtensteinu, Austrii, Włoch i Węgier. XIX-wieczne doniesienie o jego odnalezieniu na Nizinie Mazowieckiej uważane jest za błędne i owad ten nie jest zaliczany do fauny polskiej.